# Bürgel (Turíngia)
Bürgel é uma cidade da Alemanha localizada no distrito de Saale-Holzland, estado da Turíngia.
A cidade de Bürgel é a Erfüllende Gemeinde (português: municipalidade representante ou executante) dos municípios Graitschen, Nausnitz e Poxdorf.